# Єсипок Андрій Анатолійович
Андрі́й Анато́лійович Єсипо́к (нар. 4 січня 1994, с. Вільховець, Тернопільська область  — пом. 29 серпня 2014, Новокатеринівка, Донецька область) — молодший сержант батальйону патрульної служби міліції особливого призначення «Миротворець», учасник російсько-української війни.

## Життєпис
Народився 1994 року в селі Вільховець (Борщівський район, Тернопільська область). Родина переїхала до Нового Бикова, рідного села Андрієвого батька, навесні 1995 року. В 2000 році пішов до першого класу місцевої школи, котру закінчив в 2011 році. Через рік, 2012-го, був призваний на військову службу, котру проходив в Житомирській області. Після служби вступив на навчання до академії МВС, звідти й потрапив у батальйон патрульної служби міліції особливого призначення «Миротворець», при Головному управлінні Міністерства внутрішніх справ України в Київській області.
Загинув 29 серпня 2014 року під час виходу з оточення поблизу Іловайська, на дорозі поміж селом Новокатеринівка та хутором Горбатенко. Андрій накрив своїм тілом гранату, котра впала до кузова автівки, врятувавши таким чином життя товаришів.
Похований в Новому Бикові.

## Нагороди та вшанування
- 29 вересня 2014 року — за особисту мужність і героїзм, виявлені у захисті державного суверенітету та територіальної цілісності України, вірність військовій присязі під час російсько-української війни, відзначений — нагороджений орденом «За мужність» III ступеня (посмертно).
- В селі Новий Биків, в жовтні 2015 року, на будівлі місцевої школи, встановлено пам'ятну таблицю[4].
- Одна з вулиць Нового Бикова носить ім'я Андрія Єсипка.
- Його портрет розміщений на меморіалі «Стіна пам'яті полеглих за Україну» у Києві: секція 3, ряд 10, місце 28
- Вшановується 29 серпня на щоденному ранковому церемоніалі вшанування українських захисників, які загинули цього дня у різні роки внаслідок російської збройної агресії[5]
- Іловайський Хрест (посмертно)